# Herbert S. Walters
Herbert S. Walters (Jefferson megye, 1891. november 17. – Knoxville, 1973. augusztus 17.) az Amerikai Egyesült Államok szenátora (Tennessee, 1963–1964).